# ارناکولام
ارناکولام (به انگلیسی: Ernakulam) منطقه مرکزی و مرکز تجاری و اداری شهر کوچی ایالت کرالا در هند است.

## خصوصیات
ارناکولام ۳٬۰۳۲ کیلومترمربع مساحت دارد  ۴ متر بالاتر از سطح دریا واقع شده‌است.